# Mondflecklaufkäfer
Der Mondflecklaufkäfer oder auch nur Mondfleck (Callistus lunatus) ist ein Käfer aus der Familie der Laufkäfer (Carabidae). Er ist die einzige Art der Gattung Callistus in Europa.

## Merkmale
Die Käfer erreichen eine Körperlänge von 4,2 bis 7 Millimetern und besitzt eine auffällige und unverkennbare Körperfärbung. Der Kopf ist grünlich-blau gefärbt und fein punktiert, der Halsschild ist einfärbig orange und die Deckflügel sind gelborange bis orange. Auf den Deckflügeln befinden sich drei dominante schwarze Fleckenpaare. Das erstere Paar grenzt an den Halsschildansatz an und ist am kleinsten, das letzte Paar ist zu einer breiten Querbinde vereint. Zwischen dieser und dem mittleren Fleckenpaar sind die Deckflügel seitlich gelb gefärbt. Die Fühler sind dunkel, die ersten beiden Glieder sind aber orange. Die Beine sind dunkel, die Schienen (Tibiae) sind aber ebenfalls orange. Der Körper der Tiere ist dicht anliegend behaart.

## Vorkommen und Lebensweise
Die tagaktiven Tiere kommen vom südlichen und südöstlichen Mitteleuropa östlich bis in den Iran vor. Sie sind äußerst wärmeliebend und besiedeln trockene Sand- und Kalkböden, Trockenrasen, Steinbrüche und Heiden. Am Balkan und Kaukasus findet man sie aber auch an schlammigen Ufern. Sie fehlen ansonsten im Gebirge. Man findet sie unter Steinen oder zwischen Moos. Gelegentlich trifft man sie zusammen mit Bombardierkäfern der Gattung Brachinus.